# ريكس ريان
ريكس ريان (بالإنجليزية: Rex Ryan)‏ هو مدير فني أمريكي، ولد في 13 ديسمبر 1962 في أدمور في الولايات المتحدة.

## وصلات خارجية
- ريكس ريان على موقع IMDb (الإنجليزية)
- ريكس ريان على موقع الموسوعة البريطانية (الإنجليزية)
- ريكس ريان على موقع أول موفي (الإنجليزية)
- ريكس ريان على موقع إن إن دي بي (الإنجليزية)
- ريكس ريان على موقع كينوبويسك (الروسية)